# 巴格拉基昂行動
巴格拉基昂行動（俄语：Oперация Багратион，取自於俄羅斯帝国格魯吉亞人將軍彼得·巴格拉基昂）是第二次世界大戰中蘇聯於1944年對德占白俄羅斯發動大規模攻勢的代號，於6月22日開始實行（與3年前德國入侵蘇聯的巴巴羅薩行動同一天），蘇軍自4個方向進攻，擊潰德國中央集團軍與收復了白俄羅斯首都明斯克，並到8月渡過維斯瓦河、一直推進到東普魯士邊界的里加暫做重整。
蘇軍這次的攻勢使得德國中央集團軍及其屬下3個軍團包括第4軍團、第3裝甲軍團及第9軍團崩潰，損失了28個陸軍師，被認為是德國軍事史上最嚴重、代價最高的失敗。國防軍已無法彌補這些戰鬥中所遭受的損失。從那時起直到戰爭結束，德國東線的穩定只能在暫時和局部的基礎上實現。德軍在這次行動中的損失無法彌補，軍事歷史學家赫爾曼·卡根霍茲說：「自從1944年夏季中央集團軍的崩潰後，德軍將要在東方進行一場極為痛苦的戰爭」。
巴格拉季昂行動不僅對德國在戰爭中的失敗做出了決定性的貢獻，也對政治產生了持久的影響。在這場行動結束後，蘇軍收復了大部分西部領土，也在羅馬尼亞與波蘭邊境取得立足地。德國的失敗現在終於不可避免了；國防軍至少能夠迫使紅軍止步並進行和平談判的希望破滅了。蘇聯的勝利促使波蘭本土軍隊起義，其目的是將波蘭從德國佔領下獨立解放出來，並防止該國被紅軍佔領。同時在前線遭受災難性挫折之下，德國軍方抵抗運動成員決定於1944年7月20日冒險發動政變。同樣重要的是，在蘇聯迅速進攻期間，德國集中營和滅絕營首次大規模解放，使得德國軍隊的暴行以及大屠殺獲得了更廣泛的國際關注。

## 背景
德國中央集團軍先前已被証明其实力强大，難以對付，這在蘇軍在火星行動中戰敗已可証明，但在1944年6月雖然戰線已被縮短，但中央集團軍因德國南方集團軍在1943年夏末、秋及冬季分別於庫爾斯克會戰、下第聶伯河攻勢及解放克里米亞中崩潰而被暴露，稱為偉大解放戰爭第3階段，蘇沃洛夫行動於1943年秋季令德軍從斯摩棱斯克向西後撤。
到1944年6月中在科湯坦半島的西方盟軍與在維捷布斯克門戶的蘇聯紅軍到柏林的距離分別是超過650英哩及低於750英哩，因此在戰略上對第三帝國的威脅基本一樣，希特勒低估了面對中央集團軍前面的蘇軍威脅及將其33%的火炮、50%的自走炮及88%的坦克調往南方前線，因為他估計蘇軍將在南方發起下一輪主要進攻。
巴格拉基昂聯同在數星期後於烏克蘭發起的利沃夫-桑多梅日攻勢，令蘇聯實際上重新佔領其在1941年時邊界的所有領土、進入德國的東普魯士及控制了波蘭東部的維斯瓦河後到達華沙外圍。
該戰役被蘇聯方面描述為戰爭藝術上的勝利，因為各方面軍在行動上的完美配合及在進攻目標上如何玩弄敵軍，雖然有大量部隊參與，但蘇聯方面軍指揮官們卻避開了對手的偵察，完全混淆了主要進攻的方向，直到德軍發現時已為時已晚。

## 戰役序幕

### 馬斯基洛夫卡條例
俄文詞語馬斯基洛夫卡在英文原義的意思是掩飾，但在軍事上有更廣泛的意義，在第二次世界大戰中該名詞被蘇聯指揮官用來描述更廣泛量度制造軍事偽裝，因而達成對德意志國防軍的進攻的突然性。
德国國防軍陸軍總司令部估計蘇軍將在1944年夏季在東線發起主要進攻，假設是包括在波羅的海對北方集團軍發動進攻、經白俄羅斯攻擊中央集團軍及向華沙推進、和攻擊德國北烏克蘭集團軍以向喀爾巴阡山脈前進，他們認為前兩個假設可能性不大，因為在地形上較易防守。
其實蘇聯最高統帥部已決定對中央集團軍發起主要進攻：一個兩翼縱深攻擊將突破德軍防線，在明斯克會師，收復3年前在巴巴羅薩行動由中央集團軍實施的大型包圍戰而被德軍攻佔的大片土地。為了增加成功的機會，蘇軍實施了大型的欺敵行動馬斯基洛夫卡來誤導德軍最高統帥部，使其相信蘇軍在夏季的主要進攻方向是南方的北烏克蘭集團軍。為達成目的，蘇軍故意集中在錯誤方向、德軍的偵察機選擇性被放過可飛到蘇軍機場拍照及無線電靜默阻撓德軍東方國外軍情部收集情報。
雖然只是在軍級別上，一些德軍指揮官關注到面對中央集團軍的蘇軍兵力不斷增加，但德軍於夏季已經將兵力轉往南面的北烏克蘭集團軍以應付預計之進攻，因此中央集團軍被嚴重的削弱了，這是蘇聯最高統帥部所希望的。

### 鐵路戰爭及行動演繹
巴格拉基昂行動的第一階段包含眾多在白俄羅斯組成的遊擊隊參與，他們被命令在德軍戰線內破壞鐵路線及通訊設施，從6月19日起很多爆炸在鐵路線發生，雖然德軍已經清除很多，這帶來了很大的破壞性影響，行動開始後，遊擊隊又幫助清除被包圍的德軍。
在行動開始階段，蘇軍參與行動的作戰及支援部隊共170萬人，配備了大約24,000門火炮及迫擊炮、4,080輛坦克及突擊炮和6,334架飛機；德軍則大約有80萬人、9,500門火炮、只有533輛坦克及突擊炮和839架飛機，但中央集團軍嚴重缺乏機動力：重新摩托化的第14步兵師是唯一的後備力量，雖然被部署在接近在博布魯伊斯克附近的第20裝甲師及已被削弱的统帅堂装甲掷弹兵师亦被列為後備部隊，在白俄羅斯固定的戰線令德軍可建立廣泛的碉堡防線，內裡有眾多縱深達數公里的塹壕陣地及大量佈雷區。

## 第一階段：突破

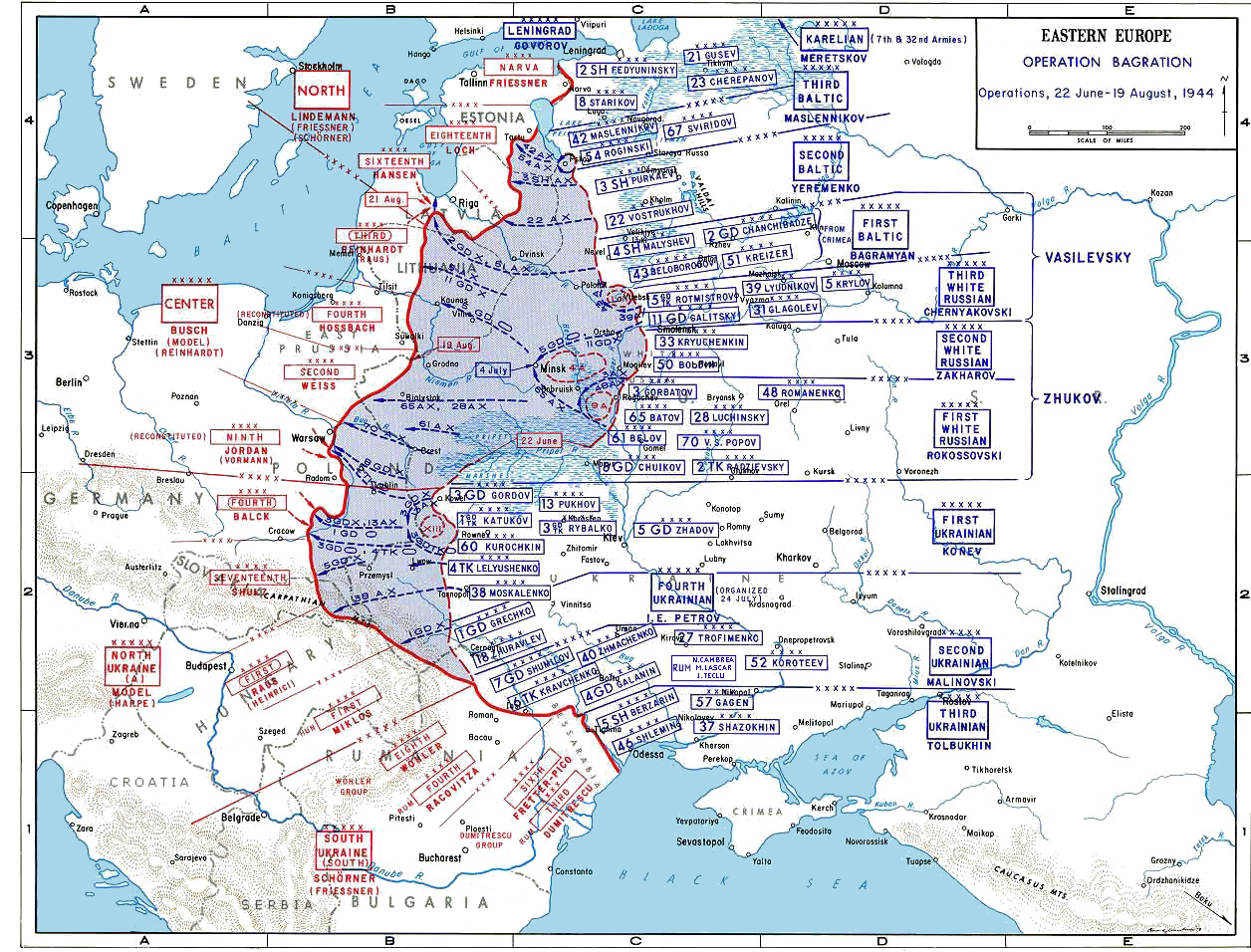
巴格拉基昂行動的部署，圖上可清楚地見到於明斯克以東包圍第4軍團、在博布魯伊斯克附近被包圍的第9軍團及在維捷布斯克被包圍的第3裝甲軍團的第13軍

巴格拉基昂行動開始於1944年6月22日，這與1941年德軍入侵蘇聯是同一天，蘇軍於這天對德軍戰線進行試探性進攻，主要之進攻開始於6月23日早上，由對防禦工事展開大規模炮轟拉開序幕，數小時內，德軍防線部份地區已處於危險之中。

### 維捷布斯克-奧爾沙攻勢

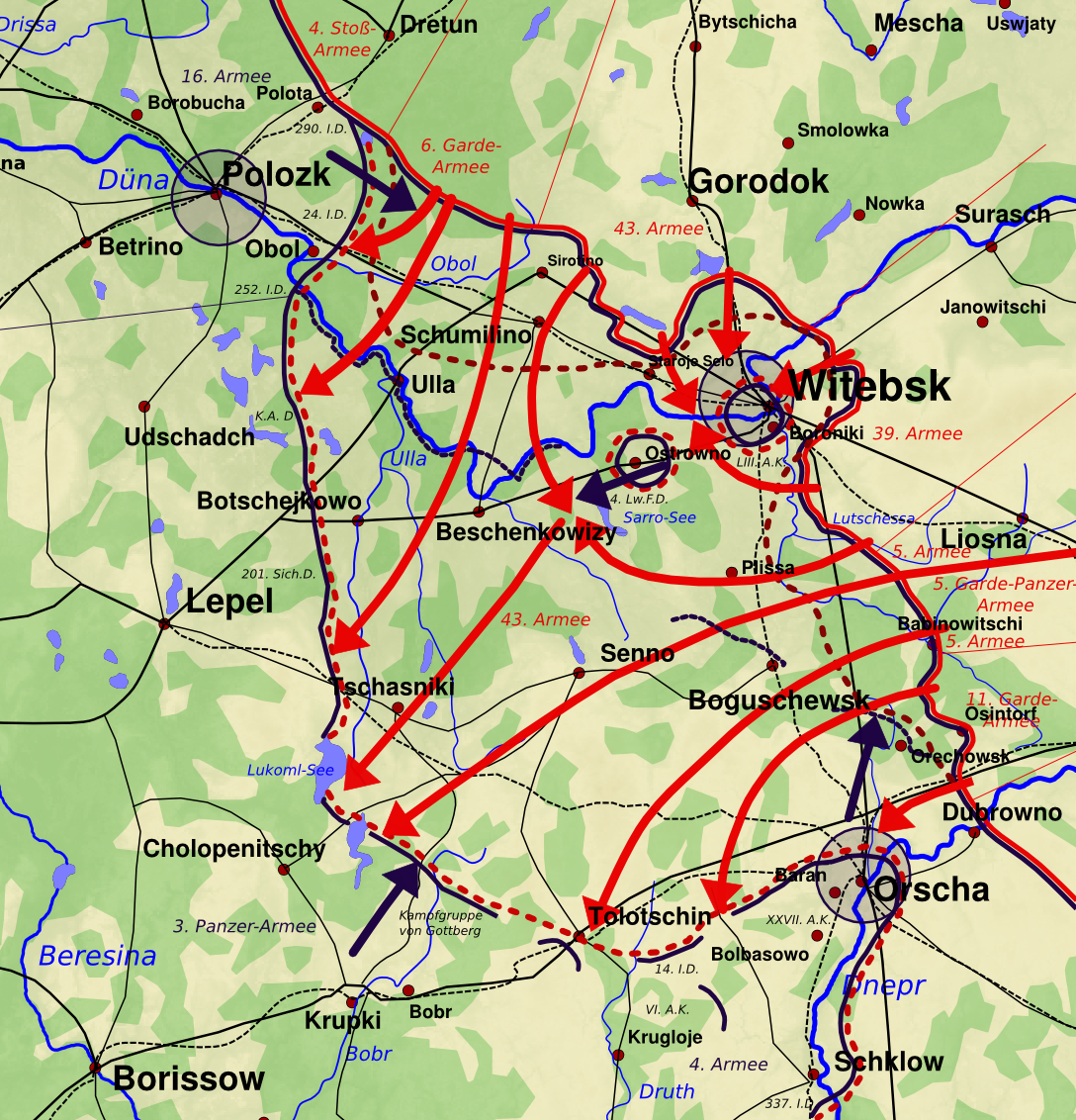
維捷布斯克-奧爾沙攻勢

該行動由波羅的海第1方面軍及白俄羅斯第3方面軍，攻擊中央集團軍北翼的第3裝甲軍團及第4軍團之北翼。
在北面波羅的海第1方面軍將第9軍推向德湼斯特河和於6月25日將第13軍包圍在維捷布斯克；在南面白俄羅斯第3方面軍包圍了第6軍及將其消滅，維捷布斯克於6月27日被攻佔，整個第13軍共30,000人全部被消滅。
白俄羅斯第4方面軍之後對守衛奧爾沙的第4軍團第27軍及往莫斯科—明斯克展開攻擊，雖然面對德軍的堅強防禦，奧爾沙仍然在6月26日被解放，白俄羅斯第3方面軍的機械化部隊能夠滲透入德軍的側翼，於6月28日到達別列津納河。

### 莫吉廖夫攻势

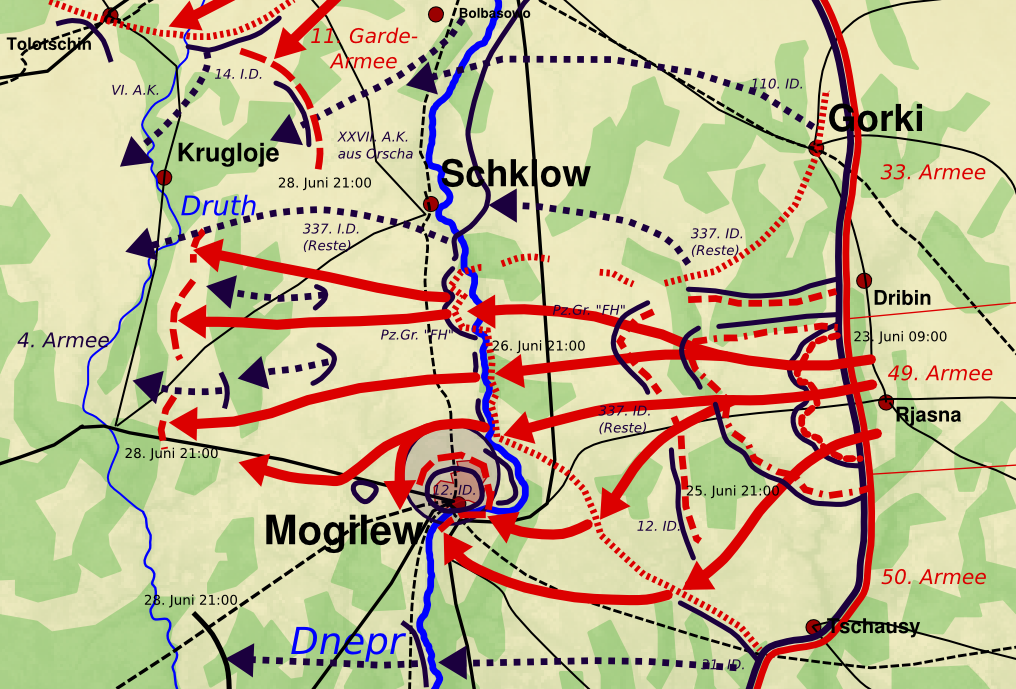
莫吉廖夫攻势

由白俄羅斯第2方面軍實施的莫吉廖夫進攻行動的目的是牽制德國第4軍團的主力以配合正在進行的維捷布斯克—奧爾沙及博布魯伊斯克行動以包圍第4軍團，白俄羅斯第2方面軍是於6月23日開始進攻，目標是在中央集團軍最強的兩個軍，於第39裝甲軍及第12軍之間渡過第聶伯河。
蘇軍第49軍團於6月27日渡過第聶伯河，6月28日莫吉廖夫被包圍及被攻佔，第39裝甲軍及第12軍在蘇聯空軍的猛烈攻擊下被迫向別列津納河撤退，但同時跌入蘇軍的陷阱。

### 博布魯伊斯克攻勢
打擊中央集團軍南翼德國第9軍團的博布魯伊斯克進攻行動由白俄羅斯第1方面軍在6月23日發起，但在嘗試攻入德軍防線時遇到很大傷亡，羅科索夫斯基命令進入附加的轟炸及炮火準備，和於翌日再度發起進攻。
蘇軍第3軍團在北面突破，在別列津納河包圍了第35軍，蘇軍第65軍團在南面擊破第41裝甲軍；6月27日兩支德軍於博布魯伊斯克以東在敵軍空軍轟炸下被包圍。
一部份第9軍團的部隊在6月28日從博布魯伊斯克突圍，但大約70,000名士兵已經陣亡或被俘，白俄羅斯第1方面軍於6月29日經過一輪巷戰後解放了博布魯伊斯克。

## 第二階段：中央集團軍的毀滅
巴格拉基昂行動的第2階段包括整個行動最重要的目標：收復白俄羅斯社會主義共和國首府明斯克同時完成在第1階段已建立好的基礎上包圍及消滅中央集團軍。

### 明斯克攻勢

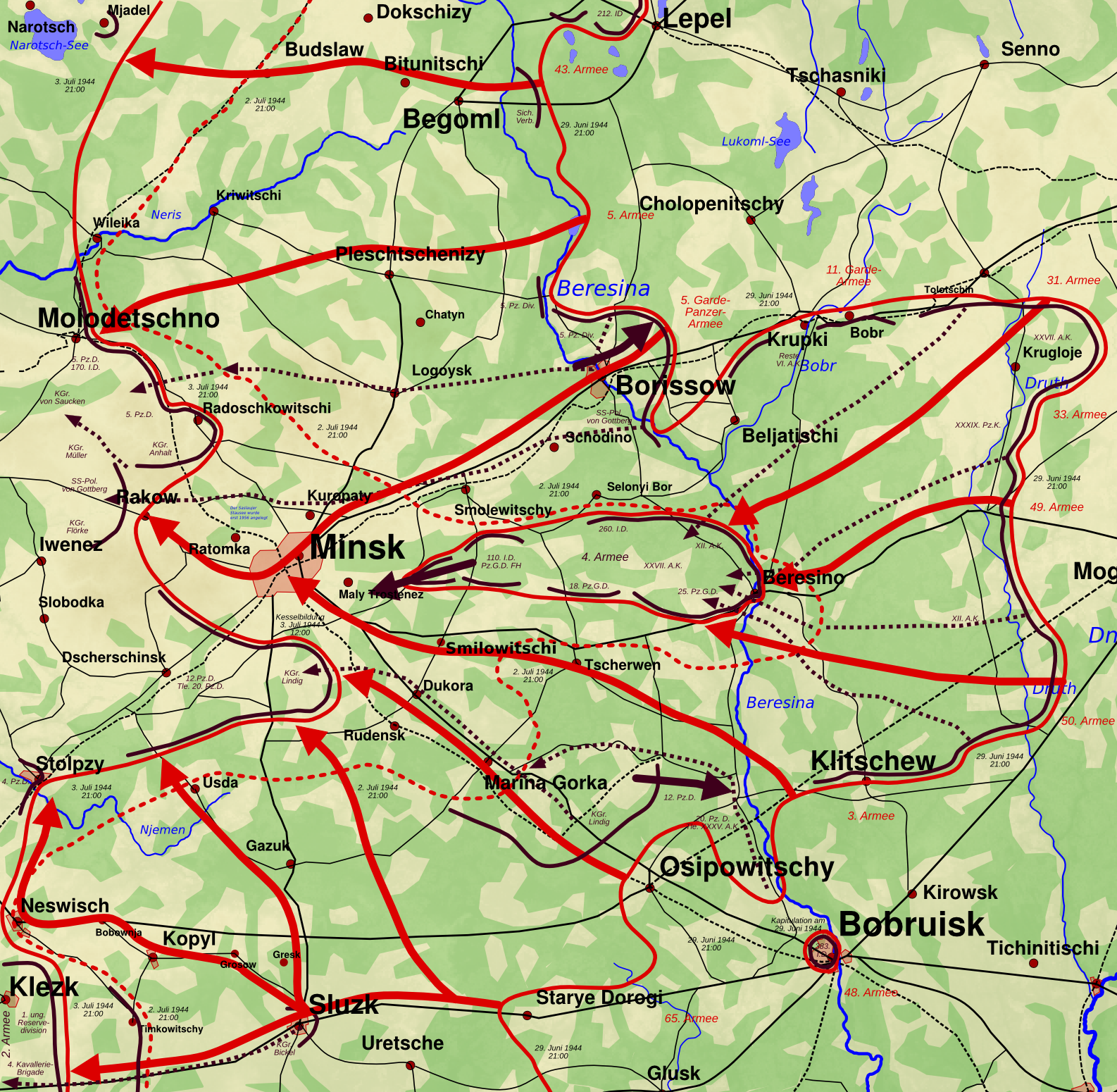
明斯克攻勢

從6月28日起白俄羅斯第3方面軍的主力（第5親衛坦克軍團及配屬的騎兵機械化集團）跟隨第11親衛軍團開始渡過別烈津納河，在南面白俄羅斯第1方面軍的前鋒開始收縮裝載落入陷阱的第4軍團的下鉗子。
德軍派出第5裝甲師進入白俄羅斯以保衛明斯克，而第4軍團其它部隊在蘇軍猛烈空襲下開始撤過別烈津納河。
當渡過別烈津納河後，蘇軍開始進入明斯克，第2親衛坦克軍首先於7月3日凌晨時分開入城中；在市中心爆發戰鬥，之後數天掃蕩留在城中的德軍，第5親衛坦克軍團及第65軍團在明斯克以西會師完成包圍，包圍了整個德國第4軍團及大部分第9軍團的殘餘。
在之後數天，在明斯克以東的包圍圈逐漸縮小，只有大約10萬人逃出包圍圈，明斯克已經被解放及整個中央集團軍已被摧毀，這可能是德意志國防軍在整個戰爭中的最大的一場敗仗。

### 波洛茨克攻勢
波洛茨克攻勢行動的主要目的是收復波洛茨克及掩護明斯克攻勢的北翼，防止由德國北方集團軍可能發起的反攻。
波羅的海第1方面軍成功將德國第3裝甲軍團推向波洛茨克，它們於7月1日到達，德軍嘗試利用側翼部隊及從北方集團軍轉調來增援的數個師組織防禦。
波羅的海第1方面軍的第4突擊軍團及第6親衛軍團在數天後進入市內及在7月4日成功清除留在城中的德軍。

## 第三階段：追击
由於德軍的防線已經完全崩潰，蘇軍被命令儘快推進以超越原本的目標明斯克，及蘇聯最高統帥部發出新的目標命令，導致行動的第3階段，可以看作是巴格拉基昂行動的延續。
6月28日陸軍元帥瓦爾特·莫德爾接掌中央集團軍的指揮權，因為恩斯特·布施被開除，希望利用正通過利達的第3裝甲軍團、第4及第9軍團加上新增援的部隊可以重組防線。

### 希奧利艾攻勢
希奧利艾攻勢行動是波羅的海第1方面軍於7月5日至7月31日之間的行動以消滅德國第3裝甲軍團的殘餘，主要目標是立陶宛城市希奧利艾（俄语：Shyaulyai）。
蘇軍第43及51軍團和第2親衛軍團聯同第3親衛機械化軍在波羅的海沿岸進攻里加，7月31日它們到達里加灣沿海地區，而第6親衛軍團攻佔里加及從北面延伸其側翼。
一個德軍臨時組織的反攻意圖重新打通中央集團軍的殘餘與北方集團軍的聯繫，在8月德軍嘗試在團隊行動及凱撒行動中收復希奧利艾，但最終失敗。

### 維爾紐斯攻勢
維爾紐斯攻勢行動由白俄羅斯第3方面軍的一些單位實施，它們剛剛完成了明斯克攻勢；與它們對陣是第3裝甲軍團及第4軍團的殘餘。
第4軍團的單位主要是第5裝甲師，力圖堅守鐵路交匯中心莫洛杰奇諾，但最終給蘇軍第11親衛軍團、第5親衛坦克軍團及第3親衛騎兵軍在7月5日攻佔，德軍繼續退卻，蘇軍在7月7日到達第3裝甲軍團守衛著的維爾紐斯。
7月8日該市被包圍，守軍被圍困，德軍被命令不惜一切代價堅守，蘇軍在市內與德軍進行巷戰（市內同時發生柯莫羅維斯基將軍起義，神秘園行動），7月12日德軍第6裝甲師發動反攻及臨時打通一條突圍通道給被圍守軍，但在該城於7月13日陷落時大部份被消滅（這一階段的行動一般被稱為維爾紐斯戰役）。

### 比亞韋斯托克攻勢
比亞韋斯托克攻勢是白俄羅斯第2方面軍在7月5日至7月27日之間的行動，目標是波蘭城市比亞韋斯托克。
經過兩天戰鬥後，在戰線左翼的蘇軍第3軍團之第40及第41步枪軍在7月27日攻佔比亞韋斯托克。

### 盧布林—布列斯特攻勢
盧布林－布加勒斯特攻勢由康斯坦丁·羅科索夫斯基指揮的白俄羅斯第1方面軍在7月18日至8月2日之間實施，將巴格拉基昂行動的成果向波蘭東部及維斯瓦河擴展。
蘇軍第47軍團及第8親衛軍團在7月21日到達西布格河及於7月25日到達維斯瓦河東岸，7月24日盧布林被攻佔；第2坦克軍團被命令轉向北面的華沙前進，以切斷在布列斯特地區的中央集團軍的後路。
布列斯特在7月28日被攻佔，方面軍的左翼在8月2日佔領了在維斯瓦河上的橋頭堡，成功地完成了行動，在夏季的餘下時間瓦解了德軍對橋頭堡的反攻。

### 考那斯攻勢
考那斯攻勢行動由切爾尼亞霍夫斯基指揮的白俄羅斯第3方面軍於7月28日至8月28日實施，目標是進攻立陶宛城市考那斯，以完成攻佔維爾紐斯的行動。

### 奧索維茨攻勢
該行動由白俄羅斯第2方面軍在完成波洛茨克攻勢行動後從8月6日至8月14日實施，目的是攻佔在位於納雷夫河附近奧索維茨的防禦工事，這些大型而複雜的碉堡群鞏衛著通過沼澤地進入東普魯士的道路。
德軍終於在納雷夫附近一帶將防線穩定下來，直至1945年1月份的東普魯士攻勢。

## 结果

### 德军巨大伤亡

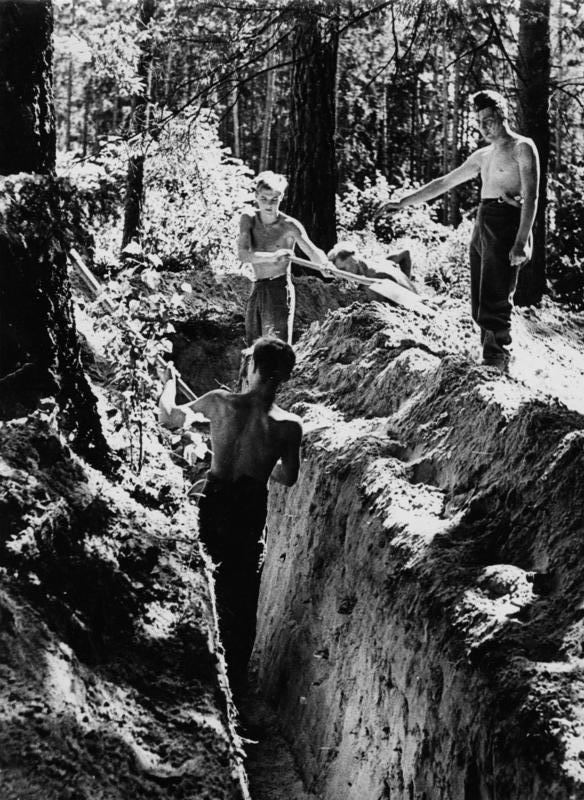
國家勞役團成员在东普鲁士边境附近设立阵地（1944年8月11日）。1944年夏天，东部前线已到达德国边境

相比起其它戰役，在數字上這一次是蘇軍最大的勝利，蘇軍損失不到德軍兩倍並且收復了大片領土（雖然其大量人口在粗暴的納粹佔領期間被處決；在兩個月內前進的蘇軍發現了被破壞的城市、荒廢的村莊及很多平民被佔領者殺害或放逐），為了向全世界展示這個巨大的勝利，大約有50,000名從明斯克以東的包圍圈俘虜的戰俘被安排行列經過莫斯科，雖然平均步伐快速及20人一組，但經過了3小時才全部通過，隨後蘇聯使用灑水車清理了戰俘經過的街道 —— 此即所謂的「大圆舞曲」行動。
德軍在這段時期在物資及兵力上的損失始終未能恢復過來，他們損失了在東線戰場的25%兵力，損失的百分比大約相同於在史達林格勒戰役的損失（大約20個滿員師），這些損失包括很多有經驗的士兵、下士及軍官，而在戰爭的這段時期德意志國防軍已經沒有補充，行動值得注意的是德軍亦損失了數名將領：9名陣亡，包括2名軍級指揮官、22名被俘，包括4名軍級指揮官。
整個行動中央集團軍損失了2,000輛坦克及57,000輛其它車輛，估計德軍共有200,000人阵亡、被俘，250,000人受伤，整體損失了450,000人。蘇軍180,040遇难和失踪、590,848伤病、損失了2,957輛坦克、2,447門火炮及822架飛機。
進攻切斷了北方集團軍及北烏克蘭集團軍與其它德軍的聯繫，因資源被調往中央地區而削弱了它們，這些集團軍在面對即將來臨的進攻中在蘇聯的領土上更快地撤退。
在明斯克被包圍消滅的中央集團軍與同時發生在法萊茲包圍戰被消滅的均是德軍最精銳的部隊，無論在東線或西線，盟國的推進均開始放緩，原因是物資供應問題而不是德軍的抵抗，但是德軍卻能夠從義大利戰場抽調裝甲兵力，以對抗接近華沙的蘇聯紅軍。
- 第3裝甲軍團
  - 第53軍军长——戈爾維策步兵上將——被俘
  - 第246步兵師师长——穆勒-布洛少將——被俘
  - 第4空軍野戰師师长—皮斯托利斯中將——阵亡
  - 第6空軍野戰師师长—佩舍爾中將——阵亡
  - 第206步兵師师长——希特中將——被俘
  - 第6軍军长——砲兵上將普费尔 ——阵亡
  - 第256步兵師师长——伍斯特哈根少將——阵亡

- 第4集团军
  - 第39裝甲軍军长——砲兵上將馬丁內克——阵亡
  - 第110步兵師师长——中將馮庫洛夫斯基——被俘
  - 第337步兵師师长——許內曼中將——阵亡
  - 第12步兵師师长——巴姆勒中將——被俘
  - 第31步兵師师长——奧克斯納中將——被俘
  - 第12軍军长——穆勒中將——被俘
  - 第18裝甲擲彈兵師师长——塔弗恩中將——自殺
  - 第267步兵師师长——德雷舍中將——阵亡
  - 第57步兵師师长——特羅維茲中將——被俘
  - 第27軍军长——沃爾克斯步兵上將——被俘
  - 第78步兵突擊師师长——特勞特中將——被俘
  - 第260步兵師师长——克拉姆特少將——被俘

- 第9軍團
  - 資深指揮官——施密特少將——被俘
  - 第35軍军长——弗賴赫爾·馮·呂佐夫中將——被俘
  - 第134步兵師师长——菲利普中將——自殺
  - 第6步兵師师长——海恩少將——被俘
  - 第45步兵師师长——恩格爾少將——被俘
  - 第41裝甲軍军长——霍夫邁斯特中將——被俘
  - 第36步兵師师长——康拉迪少將——被俘
- 预备队
  - 第95步兵師师长——米凱利斯少將——被俘
  - 第707步兵師师长——吉爾少將——被俘
  - 统帅堂裝甲擲彈兵師师长——馮·施泰因克勒少將——被俘

### 莫斯科战俘游街

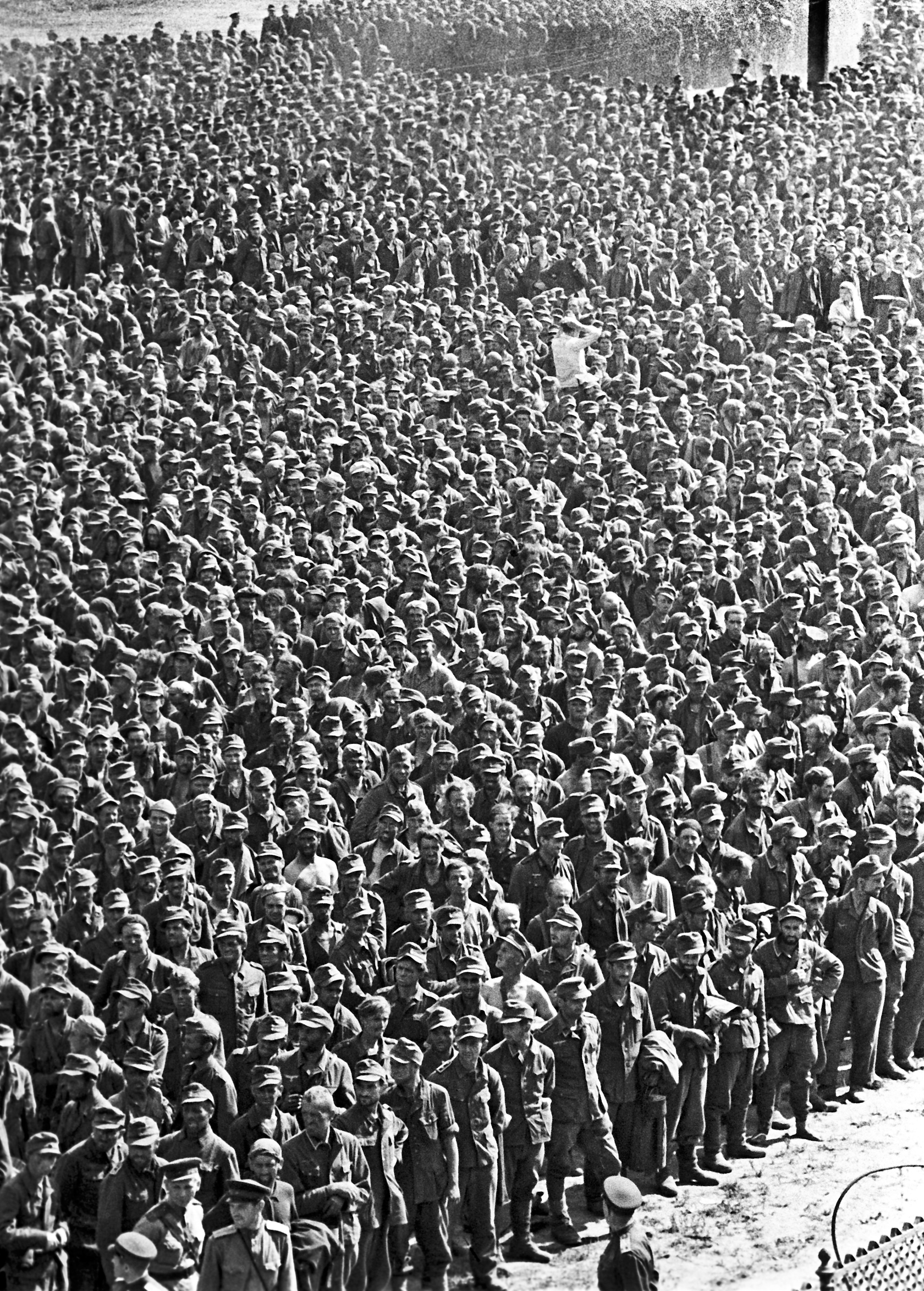
德軍戰俘在莫斯科遊街（「大圆舞曲」行動）

为了向世界展示苏联在白俄罗斯取得的巨大胜利，斯大林下令将在摧毁德国第4集团军期间俘获的德国士兵在莫斯科游行。这样做的原因是说服仍与德意志第三帝国结盟的芬兰、罗马尼亚和匈牙利政府改变立场，并向盟国英国和美国展示红军的力量。斯大林下令的阅兵于1944年7月17日举行。57,000名被俘的德国士兵分两路被驱赶穿过莫斯科。在较大纵队的最前面，有被俘的中央集团军群指挥官以及其他军官和士官。囚犯们受到侮辱，有些人还向他们扔东西。然而，被派驻该地区的苏联士兵接到严格命令，不允许愤怒的人群发动任何袭击。7月16日晚，由于几天来无人照顾的战俘们得到了大量的蕎麥粥和涂有猪油的面包，许多人在行军过程中出现了腹泻。
在大约 150,000 名被俘的德国士兵中，估计有20%至25%在运送到苏联战俘营的途中死亡。与德苏战争中的其他行动相比，这是一个特别高的数值。

### 反抗组织的涌现
红军的快速推进和诺曼底前线日益不利的处境让克劳斯·申克·冯·施陶芬贝格周围的抵抗组织成员感到震惊。预备役中尉海因里希·冯·勒恩多夫·施泰诺特代表施陶芬贝格询问亨宁·冯·特雷斯科将军，军事上的转变是否还有实际意义。身为德国第2集团军参谋长的冯·特雷斯科比任何其他抵抗军成员都更了解德国东线的实际情况，他回应道：
暗杀必须发生。如果不成功，柏林仍然必须采取行动。因为这不仅仅是实际目的，而是德国抵抗运动敢于在世界和历史面前做出决定性的一击。其他一切都无关紧要。
冯·特雷斯科计划在政变成功后立即向盟军开放德国西线，由此将解放的德国部队将立即转移到东线，以防止苏联进一步向西推进，从而防止苏联占领德国。与此同时，应与苏联开始停火谈判。然而在白俄罗斯惨败之后，如果特雷斯科提出的措施不生效，德意志第三帝国就不再对苏联有任何回旋余地。
并非所有抵抗者都同意冯·特雷斯科的观点。君特·冯·克鲁格元帅已经辞去了西线总司令的职务，并且不再支持特雷斯科和格奥尔格·伯塞拉格与盟军开始谈判的努力。
大部分抵抗军军官继续努力，刺杀希特勒的准备工作达到了最后的高潮。1944年7月18日，按照弟弟格奥尔格的指示，菲利普·弗赖赫尔·冯·博塞拉格开始将第31骑兵团的6个中队从波兰东部的德国战线调往柏林。6个中队抵达布列斯特-立托夫斯克，并不间断地穿越城市。他们连夜继续骑行，经过200多公里的路程，到达波兰。在那里，中队负责人收到了关于“可能在帝国境内部署类似内战的情况”的消息。该部队将飞往柏林-滕珀尔霍夫，他们将从那里立即前往帝国安全总局和宣传部，以逮捕并清算海因里希·希姆莱和约瑟夫·戈培尔。
7月20日晚些时候，无线电中宣布刺杀希特勒失败的消息时，这些中队正准备装上卡车，然后再装上飞机运输。格奥尔格·冯·博塞拉格和他的兄弟立即将中队撤回德国东线。然而没有人注意到这些动静，所以骑兵第31团的所有涉案人员都没有受到国家秘密警察的调查和逮捕。
7月21日上午，在得知刺杀希特勒失败后，海寧·馮·特雷斯科夫中将在布列斯特附近的前线自杀，同年8月19日，冯·克鲁格元帅在凡尔登附近自杀。10月14日，受到密谋牵连的埃尔温·隆美尔元帅在乌尔姆的家中自杀。

### 大屠杀的揭露

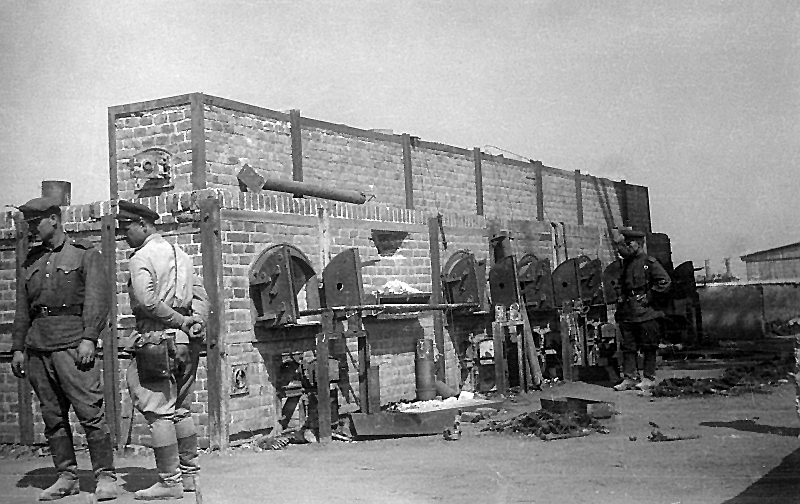
马伊达内克灭绝营焚化炉前的苏联士兵。亚伯拉罕·皮萨雷克 （Abraham Pisarek）拍摄

巴格拉季昂行动首次揭露了纳粹暴行的全部内容，德国集中营和灭绝营主要所在的地区得到了解放。由于有关行刑地点的报告不断积累，苏联成立了特别委员会来调查德国的罪行。尽管党卫军努力掩盖这些营地的存在，但1944年8月和9月活跃的委员会根据幸存者的陈述，设法找到了一些尚未被承认的地方，例如索比堡灭绝营。瓦西里·格罗斯曼等苏联记者首次在苏联媒体上报道了前德国集中营。这一消息和调查结果也被传递给了西方盟国。结果在1945年2月的雅尔塔会议上，同盟国不仅同意德国非军事化，而且同意在胜利后的一段时间内对德国彻底“去纳粹化”。
德国在苏联的暴行的公开进一步加剧了苏联士兵对德国一切事物的愤怒。这与苏联的仇恨宣传相结合，导致红军从1945年1月开始在德国领土上犯下战争罪行。

### 长期影响
德国和苏联炮火的焦土战术对白俄罗斯和波罗的海地区造成了巨大的破坏。在巴格拉季昂行动中，几乎所有参与战斗的城市中，超过 70% 的房屋都无法居住或被夷为平地。在某些情况下，城市必须完全重建。在巴布鲁伊斯克、马希廖夫、维捷布斯克、明斯克、布列斯特-立托夫斯克、希奥利艾和叶尔加瓦尤其如此。立陶宛首都维尔纽斯是一个例外，由于1944年7月7日的起义，其老城区基本完好无损。
在战后最初几年的重建措施中，白俄罗斯城市获得了优惠待遇。这意味着一些白俄罗斯农村人口一直居住在战争期间建造的临时土屋中，直到 20 世纪 50 年代为止。
苏联胜利后，前波兰东部领土永久并入白俄罗斯领土。波兰人后来被完全驱逐到西部的前德国地区。然而部分波兰人口仍留在白俄罗斯。白俄罗斯西部的白俄罗斯人和波兰少数民族之间的种族紧张关系尚未得到解决，和其他政治因素共同导致了白俄罗斯和波兰之间的关系紧张。
由于德国国防军和红军大量使用地雷，白俄罗斯从第二次世界大战至今仍然承担着清除雷区的负担。直到今天，地雷的危险仍然存在，特别是在明斯克、维捷布斯克和戈梅利周边地区，这些地区长期以来都是前线地区。 1944年至2006年2月期间，记录了6,171起地雷事故，共造成2,665人丧生。

## 附錄
1. ↑  Zaloga, Bagration 1944: The Destruction of Army Group Centre, 7.
2. ↑  （德文）《1944年中央集團軍的崩潰》（Der Zusammenbruch der Heeresgruppe Mitte 1944），Hermann Gackenholz著，Verlag Bernard & Graefe出版（1960年），第474頁。
3. 1 2  Ziemke, p.11
4. ↑  Glantz, Soviet Military Deception, xxxvii-xxxviii
5. ↑  Glantz, Soviet Military Deception, pp.360-379
6. ↑  德國中央集團軍在7月中的戰鬥序列顯示第9軍團的殘餘被合併至第2軍團；第3裝甲軍團的兵力減少至只有G集團軍和第9軍及第26軍零碎的單位；及第4軍團包括後撤的第5裝甲師及第50步兵師連同芙洛戰鬥群，一些保安師的殘餘及一部份武裝親衛隊第3骷髏裝甲師（這些部隊均由黑爾姆特·魏德林指揮，他之前是在博布魯伊斯克指揮第9軍團中的一個軍）加上第7裝甲師（see Hinze, Ostfrontdrama 1944）。雖然蘇軍是筋疲力竭及其補給線過度延伸，但部隊的極度虛弱卻迫令其指揮官們盡快後退。
7. ↑  Merridale, p.241
8. 1 2  Zaloga, p.71

## 外部連結
- Operation Bagration: Soviet Offensive of 1944
- Map showing the location of different armies and the pockets where the German 4th Army and 9th Army were destroyed